# 普通自転車専用通行帯

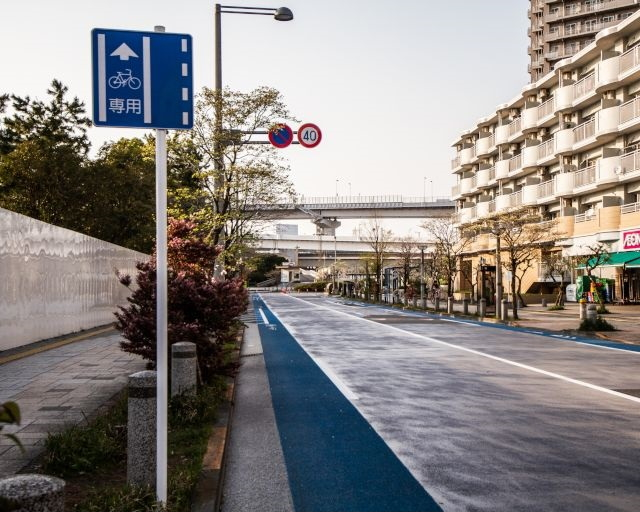
普通自転車専用通行帯

普通自転車専用通行帯標識(327-4-2)

普通自転車専用通行帯（ふつうじてんしゃせんようつうこうたい）は、日本の道路において専ら自転車の通行のために、車道の左端に設けられる車両通行帯（レーン）で、自転車専用の標識と標示の両方が掲げられているもののこと。地面が青や茶に塗装されていることが多い。一般に（青い）自転車レーン、自転車専用レーンとも呼ばれる。
「普通自転車専用」と言う名称だが、普通自転車以外の自転車も通行可である。
なお本項目では、自転車レーンに見かけ上類似した「路面表示」による通行誘導、「自転車ナビマーク」およびその他の自転車通行空間として指定された道路上の設備についても述べる。

## 概要
普通自転車専用通行帯が設置されている道路では、普通自転車は、原則としてこの部分を通行しなければならない。また、2023年（令和5年）7月1日施の特定小型原動機付自転車および軽車両（普通自転車以外の自転車を含む）は専用通行帯規制の対象外の車両であるため、道路標示に関わらず、原則として第一通行帯を通行しなければならない（なお、普通自転車専用通行帯は通常第一通行帯として設置されるため、結局、特定小型原動機付自転車および軽車両は専用通行帯の部分を通行することとなる。
「特定小型原動機付自転車および軽車両」以外の車両（すなわちオートバイを含む自動車、一般原動機付自転車）は、原則としてこの部分を通行してはならない。

### 詳細
「特定小型原動機付自転車および軽車両」以外の車両は、通常は一般原動機付自転車は第一通行帯を通行し、自動車で速度に応じる場合はそれに加えて最も右側以外の通行帯を通行でき、最も右側の通行帯はいずれも通行できないところ、第一通行帯に自転車専用通行帯が設置された場合、普通自転車専用の第一通行帯は通行できず、逆に第一通行帯以外の全ての通行帯を通行できる。
したがって、オートバイを含む自動車、一般原動機付自転車は、車両通行帯の通則（法第20条第1項の通則）の例外（法第20条第3項）となる場合（左折のためにあらかじめ左側端に寄る場合など）を除いて、ここを通行してはならない。走行すると通行帯違反となり、交通反則切符が切られる。
また、通常は道路標識等により駐車禁止場所に指定されている事が殆どであり、車両は駐車してはならない（法令の規定によりやむを得ず駐車する場合はこの限りではない）。ただし、停車は（駐停車禁止場所でなければ）可能である。しかし、実際には違法な路上駐車が多く、なかなか自転車レーンを安全に走ることができないのが実情である。

### 法律上の位置づけ
道路交通法第20条第2項の「車両は、車両通行帯の設けられた道路において、道路標識等により前項に規定する通行の区分と異なる通行の区分が指定されているときは、当該通行の区分に従い、当該車両通行帯を通行しなければならない」が法的根拠である。また、道路標識、区画線及び道路標示に関する命令（標識令）にも交通規制の根拠としての条文および道路標識・道路標示の様式が規定されている。

## 経緯
自転車は、車道の一番左を走るべきものとして規定されていたが、1960年代のモータリゼーションの発達の中、歩道の整備も遅れている状況で、自転車と自動車の分離に重点が置かれ、道路交通法の改正により普通自転車を規定し広い歩道として整備される自転車歩行者道を走行する規定を設けるなど自転車と歩行者の分離をせずに整備されてきた。その後、自転車乗車中の交通事故死者は減少したものの、対歩行者の事故の減少幅は小さく、自転車が車両であるという認識が希薄となり歩行者が危険に晒されているとして2000年代頃から問題になった。
平成24年、国土交通省と警察庁が導入ガイドラインを発表した。国土交通省は自転車による交通事故件数が高止まりしていることを懸念し、各自治体に、整備計画として「自転車走行空間ネットワーク整備計画」の早期策定･実行を求めていた。これが功を奏してか、今日では全国に自転車レーンが見られる。

## 歴史
- 2008年（平成20年）：道路標識、区画線及び道路標示に関する命令（標識令）が改正され、「専用通行帯」としての「普通自転車専用通行帯」が法的に設置可能となった[18]。
- 2012年（平成24年）：国土交通省と警察庁が導入ガイドライン[13]を発表した[14][15]。
  - ガイドライン発表後も、国土交通省は各自治体に、整備計画として「自転車走行空間ネットワーク整備計画」の早期策定･実行を求めた[16][17]。
- 2019年（平成31年/令和元年）：には道路構造令の改正で自転車通行帯の規定が設けられた。[19]
- 2020年（令和2年）：新型コロナウイルス感染症の世界的流行に伴い、感染拡大防止策として、3密となる公共交通機関を避けられるため、欧州では自転車専用レーンの整備が加速した[20]。

## 「路面表示」による通行誘導
あるいは、車両通行帯に満たない路肩部分を「路面表示」により通行誘導しているものも存在する。これは見かけ上、普通自転車専用通行帯と見分けが付きにくい場合もあるが、道路標識の設置が無いこと、道路標示に「自転車専用」の文言が無い事で区別可能である。なお、後述の「自転車ナビマーク」は、見かけ上の見分けはつきやすいものである。これらはガイドラインでは「車道混在」と位置付けられている。
いずれも、縁石または柵により区画された自転車道（狭義）とは区別される。以下は、普通自転車専用通行帯またはこれに見かけ上類似する「路面表示」による通行誘導の法的扱いその他について詳述する。（煩雑となるためすべて自転車道（狭義）が設置されていない場合を前提とする）
なお、オートバイを含む自動車、原動機付自転車は、車両通行帯の通則（法第20条第1項の通則）の例外（法第20条第3項）となる場合を除き通行が禁止される（通行帯違反）のは、道路標識等により明確に設置された「普通自転車専用通行帯」に限られる。「路面表示」による通行誘導については、車道部分である限り（通行区分違反とならない限り）、そのような規制は及ばない。

### 車両通行帯無し、歩道無しの場合
車両通行帯が無く、かつ（左側に）歩道が無い場合においては、道路左端の実線（実線＋破線、二本実線を含む）で区画された部分は、自転車レーンでは無く歩行者も通行する路側帯となる（道路構造令上も通例は路肩となる）。ただし、路側帯においては、自転車の通行誘導「路面表示」は行われない。この場合、路側帯の右側に接した車道部分の左端に自転車の通行誘導「路面表示」（あるいは自転車ナビマーク）が設置される場合もある。なお、この位置は道路交通法第18条第1項の「道路（車道）の左側端」となる。（路側帯は、軽車両も通行可であるが、原則として歩道に準じ歩行者が通行するものであるため、同条同項の道路の左側端の範疇から除外される。）

### 車両通行帯無し、歩道有りの場合
車両通行帯が無く、かつ（左側に）歩道が有る場合においては、道路左端の実線などで区画された部分は車道外側線となり、道路構造令上の路肩となる。この部分は路側帯扱いとはならないため歩行者は原則として通行できない。この車道路肩部分にも「路面表示」による通行誘導（あるいは自転車ナビマーク）が設置される場合がある。この場合、道路交通法第18条第1項を補足する誘導表示とも考えられるが、この「路面表示」に関わらず、自転車を含む軽車両は車道の左側端（歩道との境界寄りで安全かつ円滑な通行に支障が無いできるだけ端部）を、原則として通行する。

### 車両通行帯有り、歩道有りの場合
車両通行帯が有り、かつ（左側に）歩道が有る場合においては、道路左端の実線などで区画された部分は、車両通行帯最外側線であり、かつ道路構造令上の路肩となる。この部分は、路側帯扱いではなく歩行者が原則として通行できない事はもとより、車道としても車両通行帯を構成する部分ではないため、原則として自転車、軽車両を含む全車両はこの部分を通行しない。
この路肩部分にも「普通自転車専用通行帯の道路標識・道路標示」または「路面表示」による通行誘導が設置される場合があり、その場合は運用が異なる。「普通自転車専用通行帯の道路標識・道路標示」による設置の場合、車両通行帯最外側線は道路交通法上は単なる車線境界線として機能し、当該普通自転車専用通行帯の部分が第一専用通行帯となる。「路面表示」による通行誘導の場合、軽車両・自転車は原則としてこの部分を通行することとなる。
従来は、車両通行帯最外側線の左側部分の路肩部分には、自転車レーンの表示（普通自転車専用通行帯・「路面表示」による通行誘導のいずれか）がされる事はなく、この部分における自転車の通行は法令上曖昧なままであった。実態上は、路肩部分が自転車・軽車両の通行に十分な幅員の場合、自転車・軽車両が通行していたが、法令上は自転車・軽車両も路肩の左側の第一通行帯を通行する規定となっていた。自転車レーンの表示により通行誘導位置が明確となった。
なお、そもそも路肩部分が狭隘（幅員1m未満）であるかまたは存在しない（車両通行帯最外側線が引かれていない）場合、普通自転車専用通行帯としての設置は無く、単に路肩部分（あるいは第一通行帯の左端部分）に「路面表示」による通行誘導が行われるだけである。

## 自転車ナビマーク・自転車ナビライン
法定外表示であるが、路面に自転車マークを描いた自転車ナビマークや、青い矢羽根（➸の根本のような形）マークを描いた自転車ナビラインがある。これは自転車の逆走防止などを目的として、道路交通法で定められた通行すべき部分や方向を明示するためのものであり、自転車の通行場所や通行方法を指定するものではない。

自転車ナビラインの事例
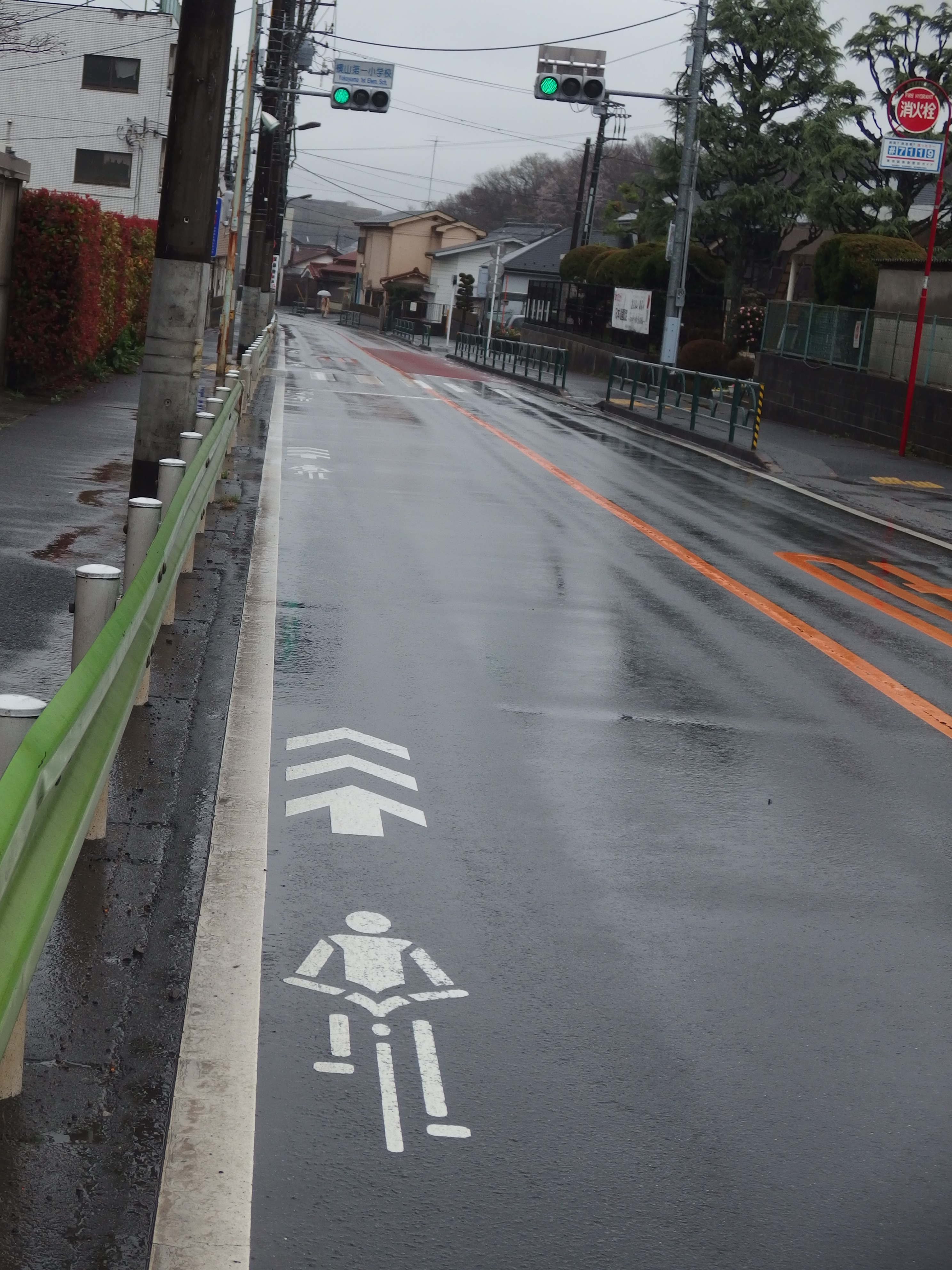
車道混在整備で標示される自転車ナビマーク(1)
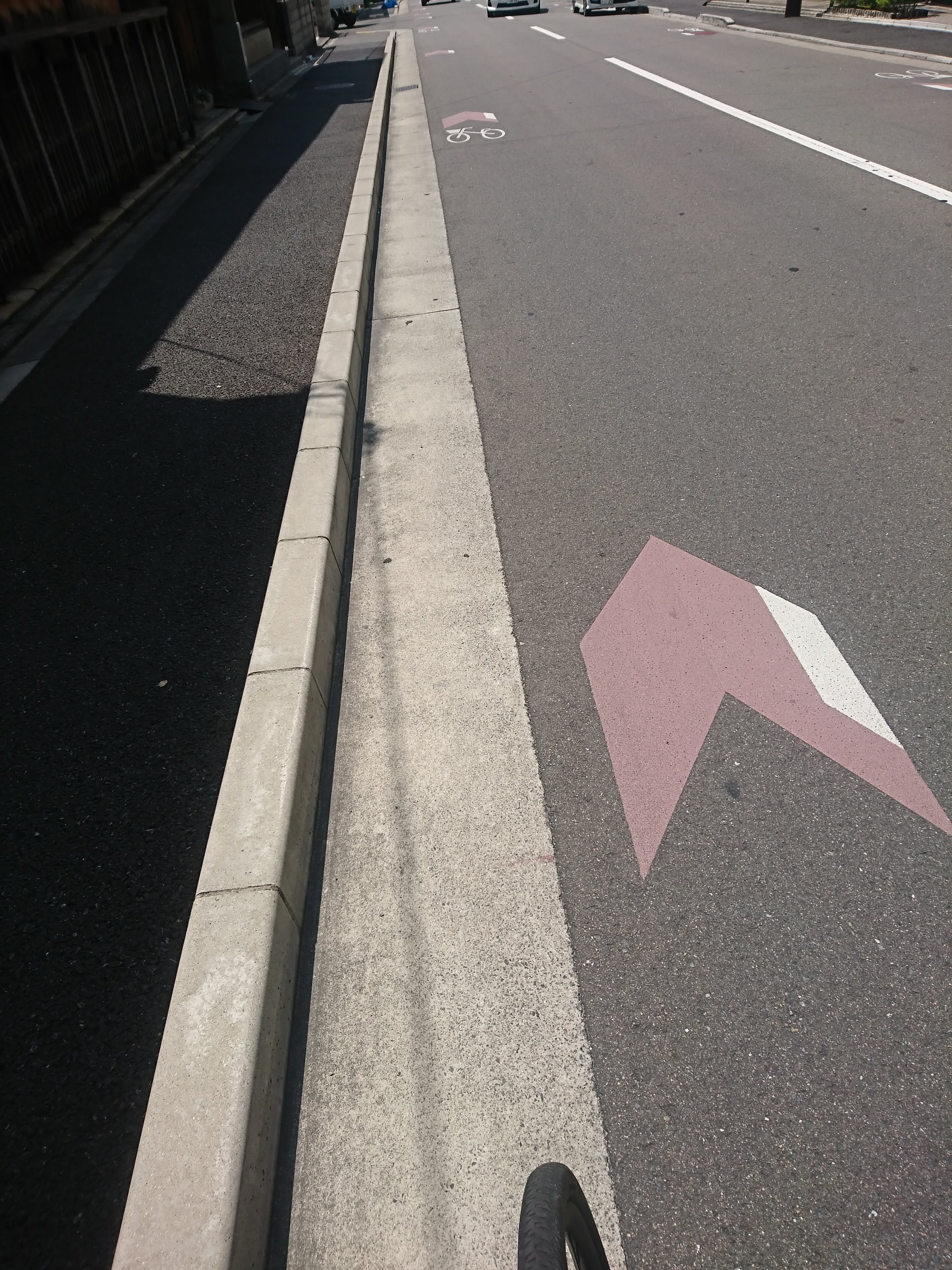
車道混在整備で標示される自転車ナビマーク(2)
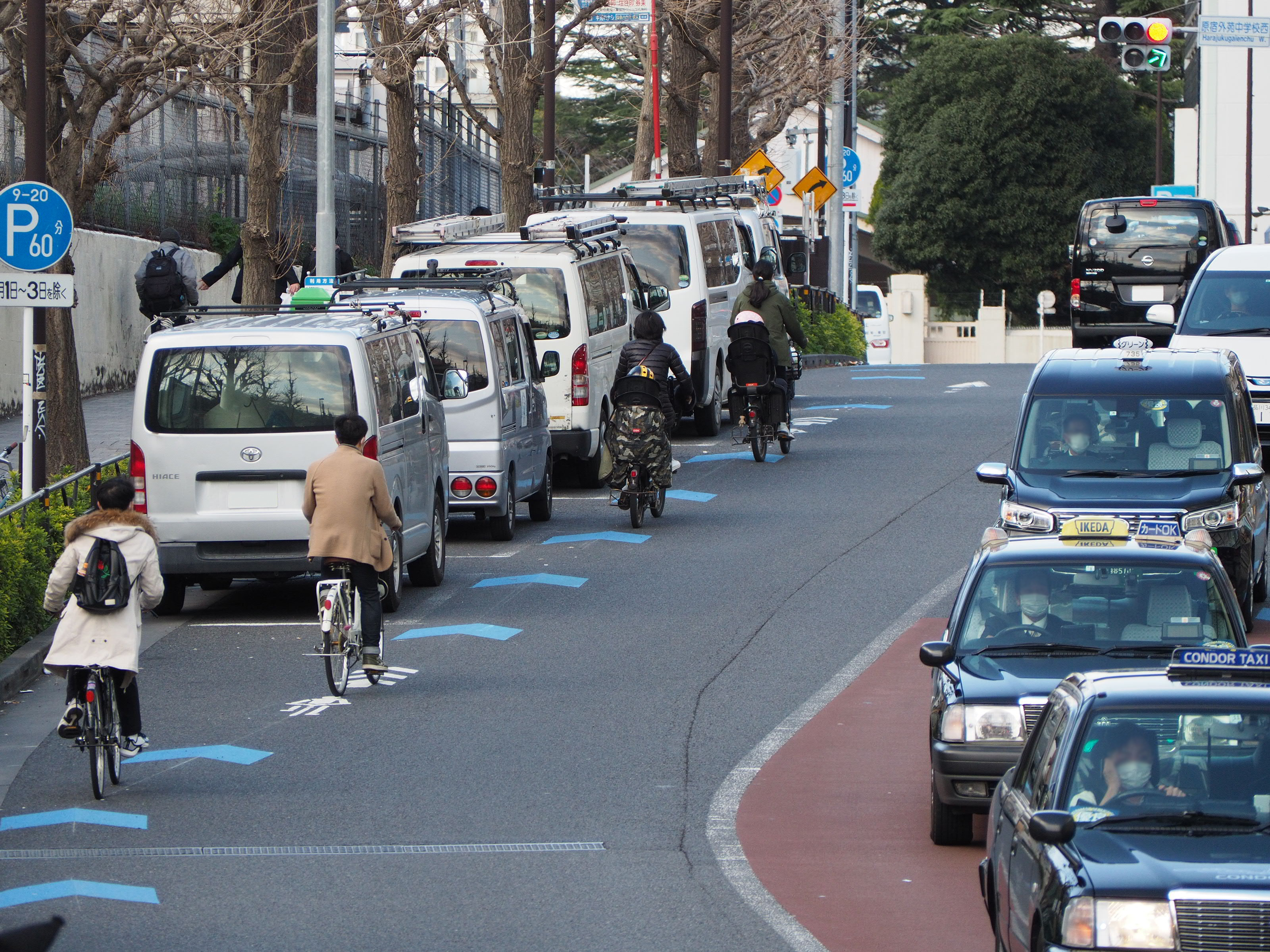
時間制限駐車区間エリアの右側に接して設置されるナビライン

## 類似の設備
この項では、普通自転車専用通行帯（前項の「路面表示」による通行誘導を含む）に類似の、自転車を走行させるための設備について紹介する。

### 日本
専ら自転車を通行させるための道路の区域として自転車歩行者道（自歩道）もあるが、こちらは歩道に自転車専用部分を設けるものである。歩道の切り下げや交差点で起伏や段差が生まれること、歩行者との分離が不十分であり徐行を余儀なくされなどの問題がある。

自転車専用通行帯以外の自転車走行空間の整備形態
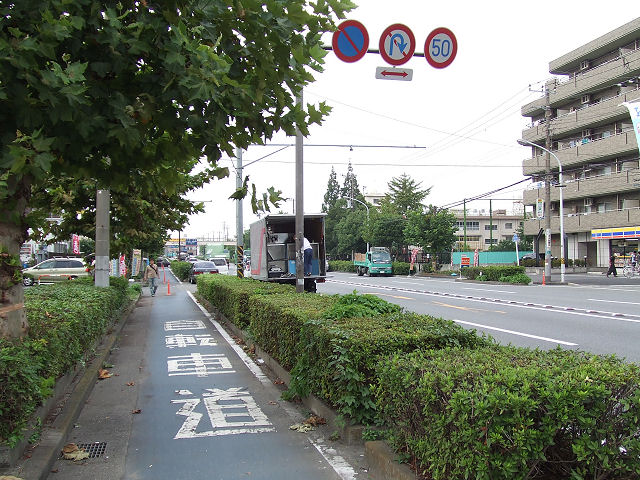
自転車道
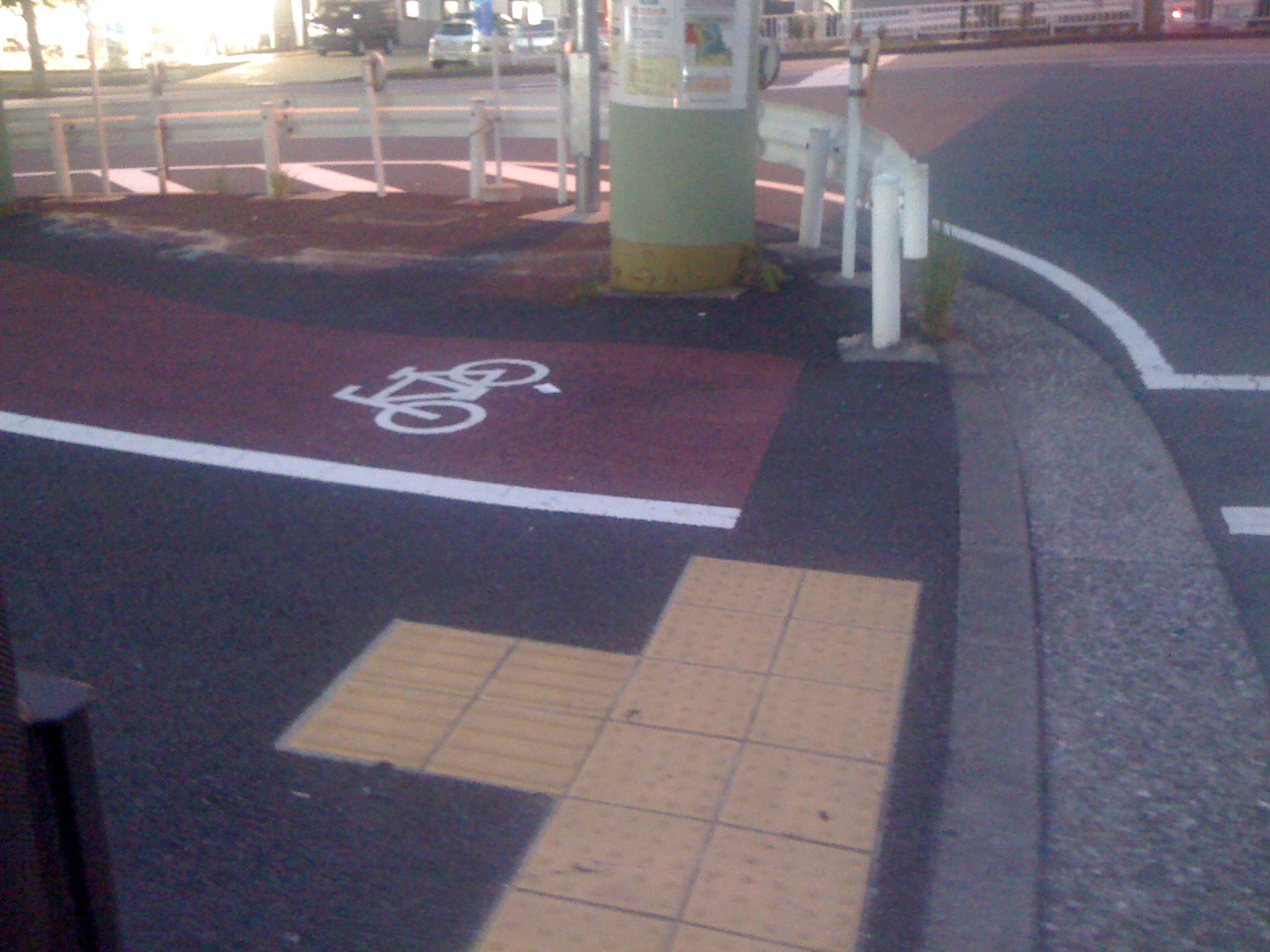
視覚的分離が施された自転車歩行者道
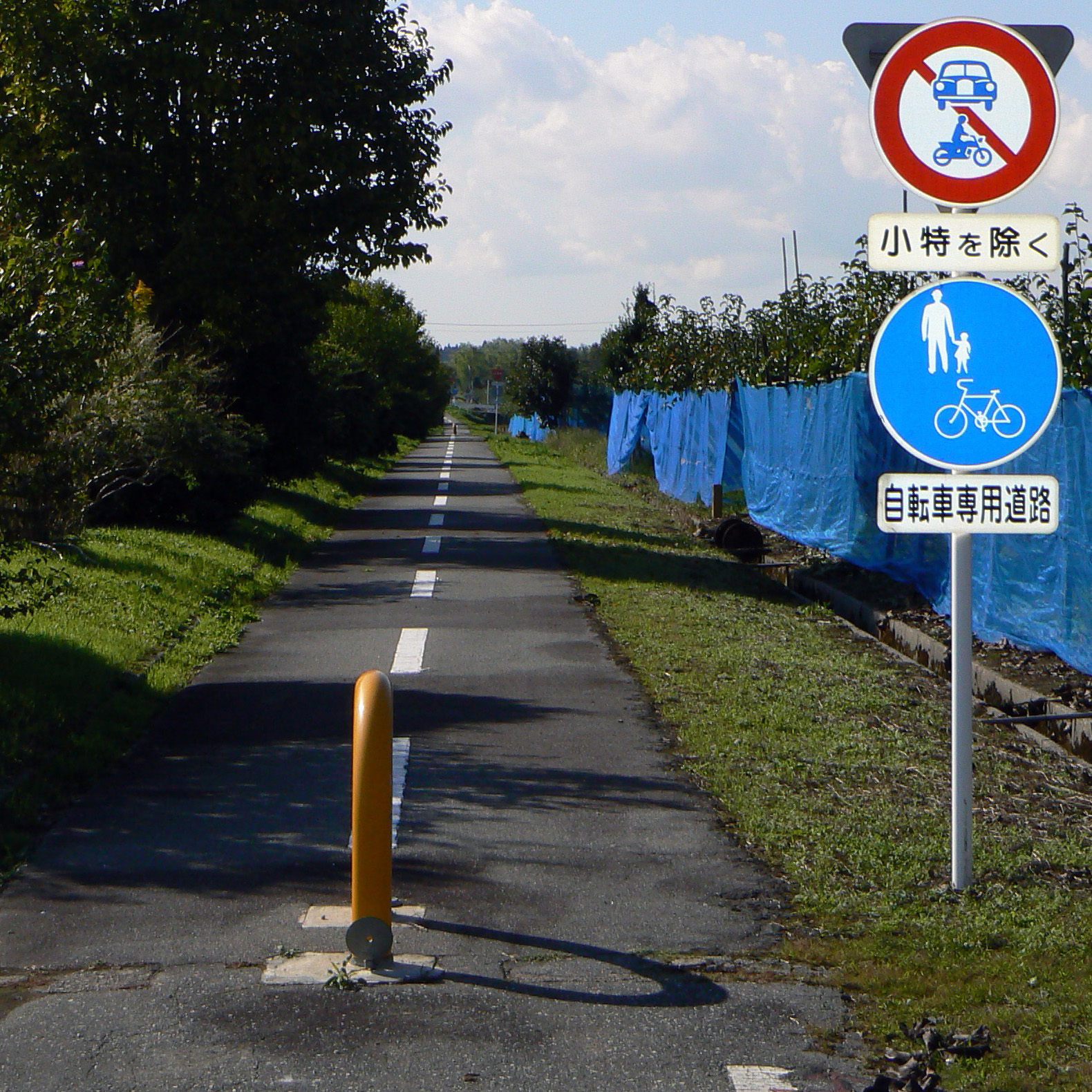
自転車歩行者専用道路

### 日本国外
ドイツのベルリンでは、コロナウイルス感染拡大防止策として、ソーシャルディスタンスを確保出来る自転車の利用を促進しようと、期間限定で車道の一部を流用した自転車専用車線を作った。仮設であるがポールによって車道と分離した構造で、路上駐車によって塞がれる心配もない。
フランスでは、全国的に自転車利用を推し進め、パリとその郊外では延長680kmの自転車専用レーンを整備している。
スペインのバルセロナでは、2020年4月から、延長21kmの自転車専用レーンを整備すると発表。同時に自転車シェアリングも推進されている。
アメリカのニューヨークでは、健康意識の高まりにより、以前から自転車が注目され、自転車専用レーンが整備されている。

## 整備方針

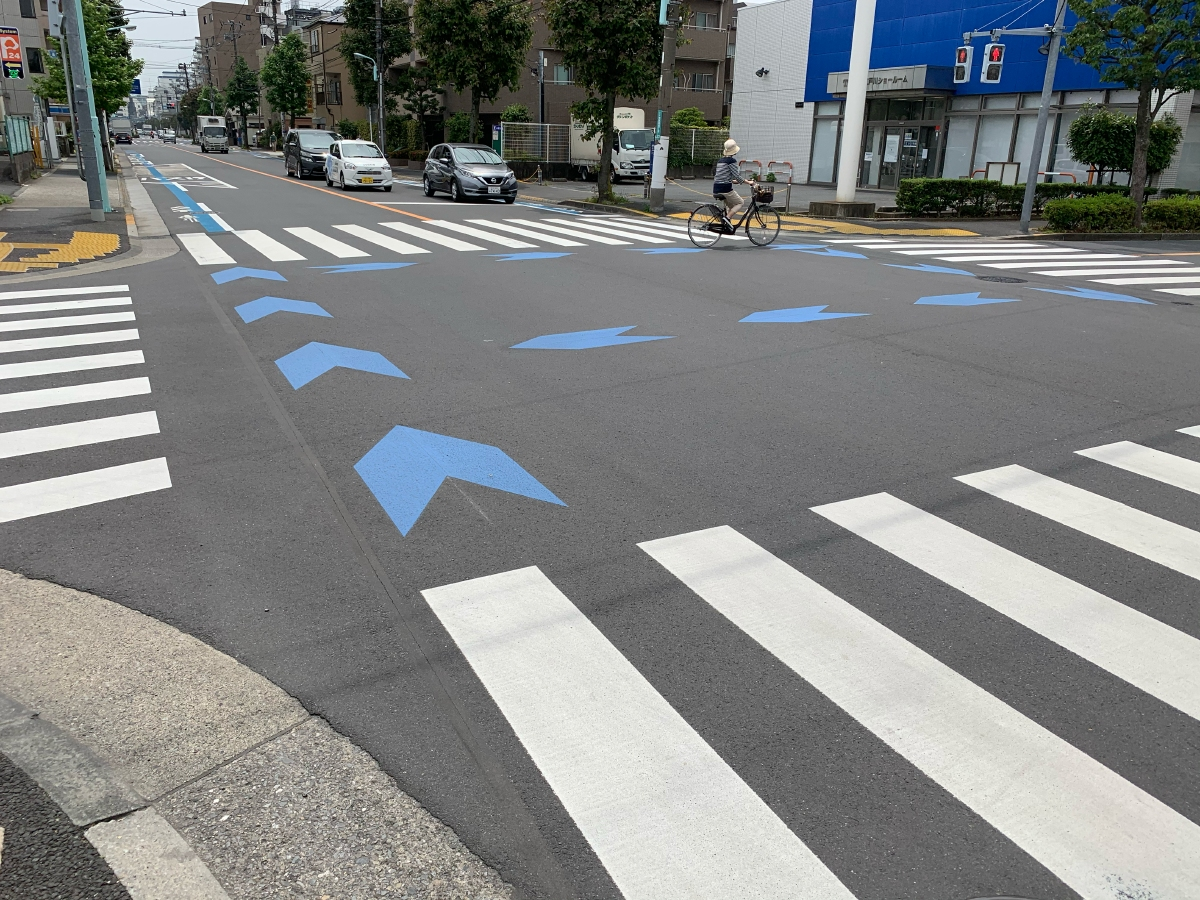
普通自転車専用通行帯の交差点における整備例

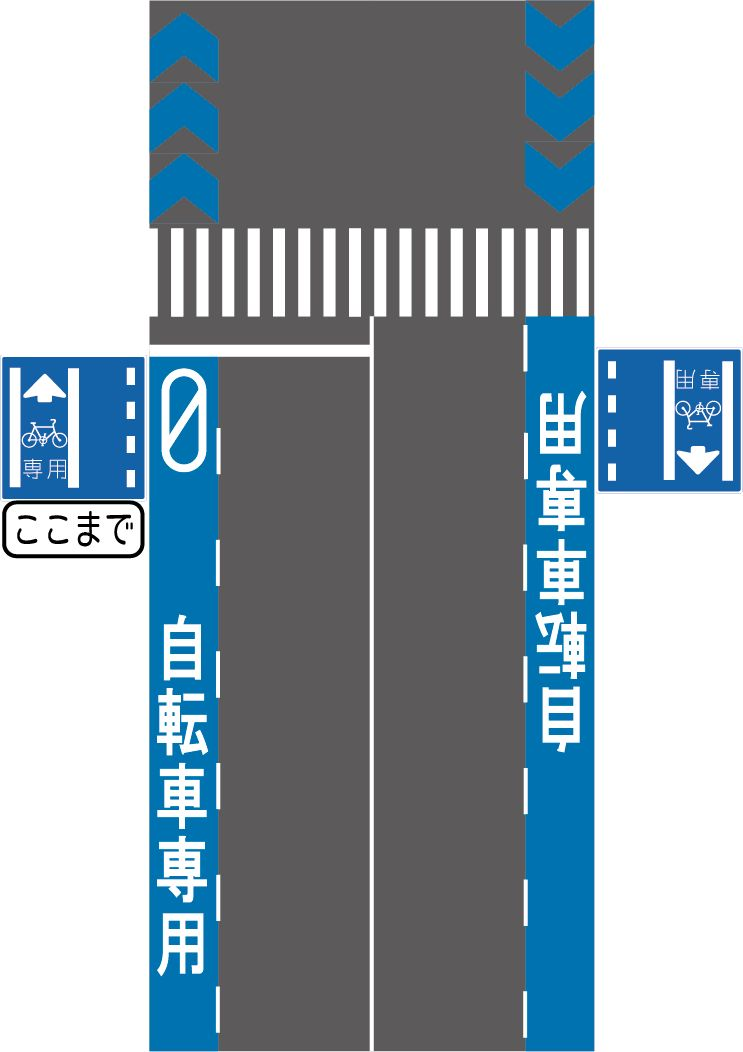
普通自転車専用通行帯の交差点における整備

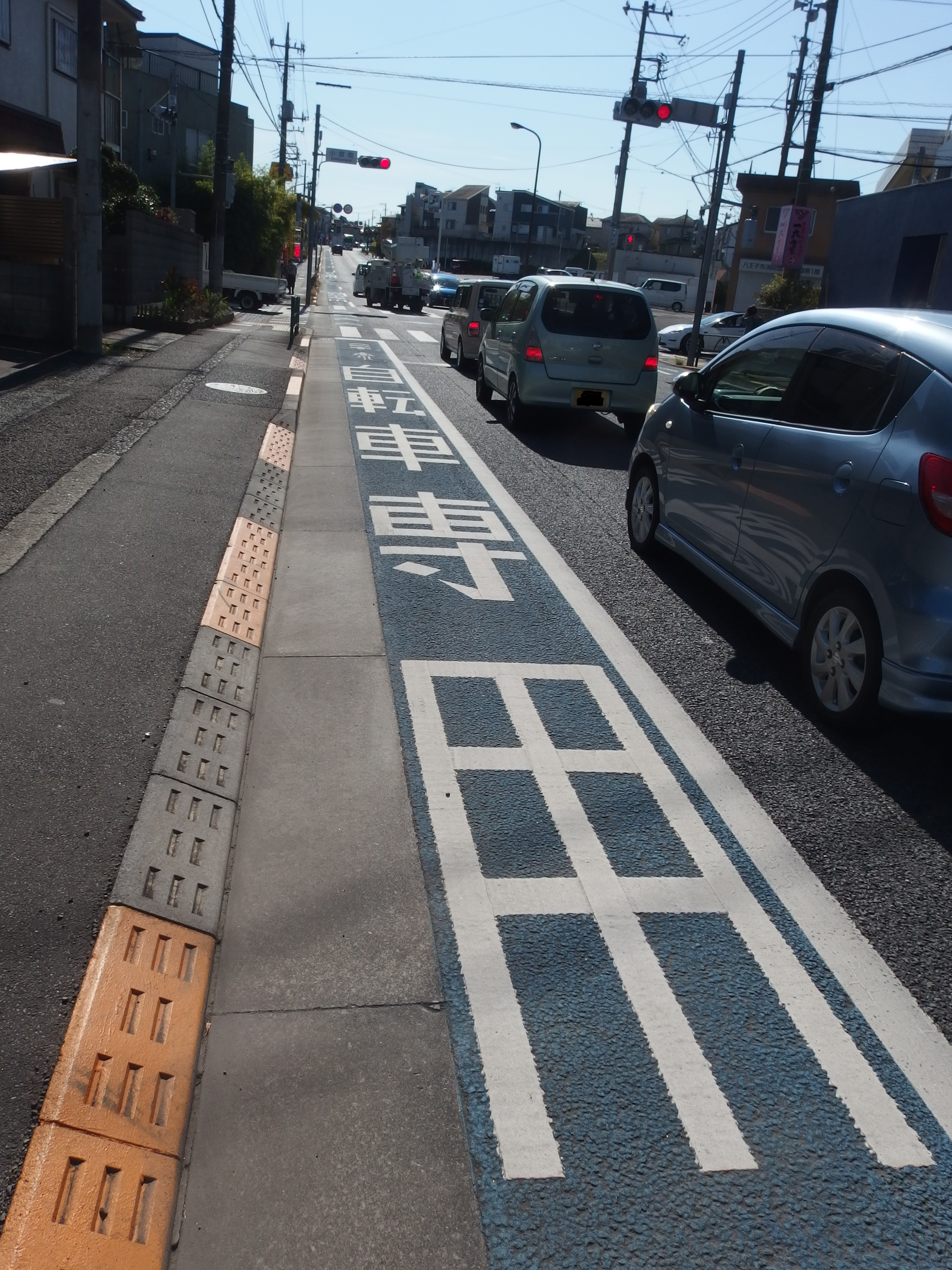
普通自転車専用通行帯の事例

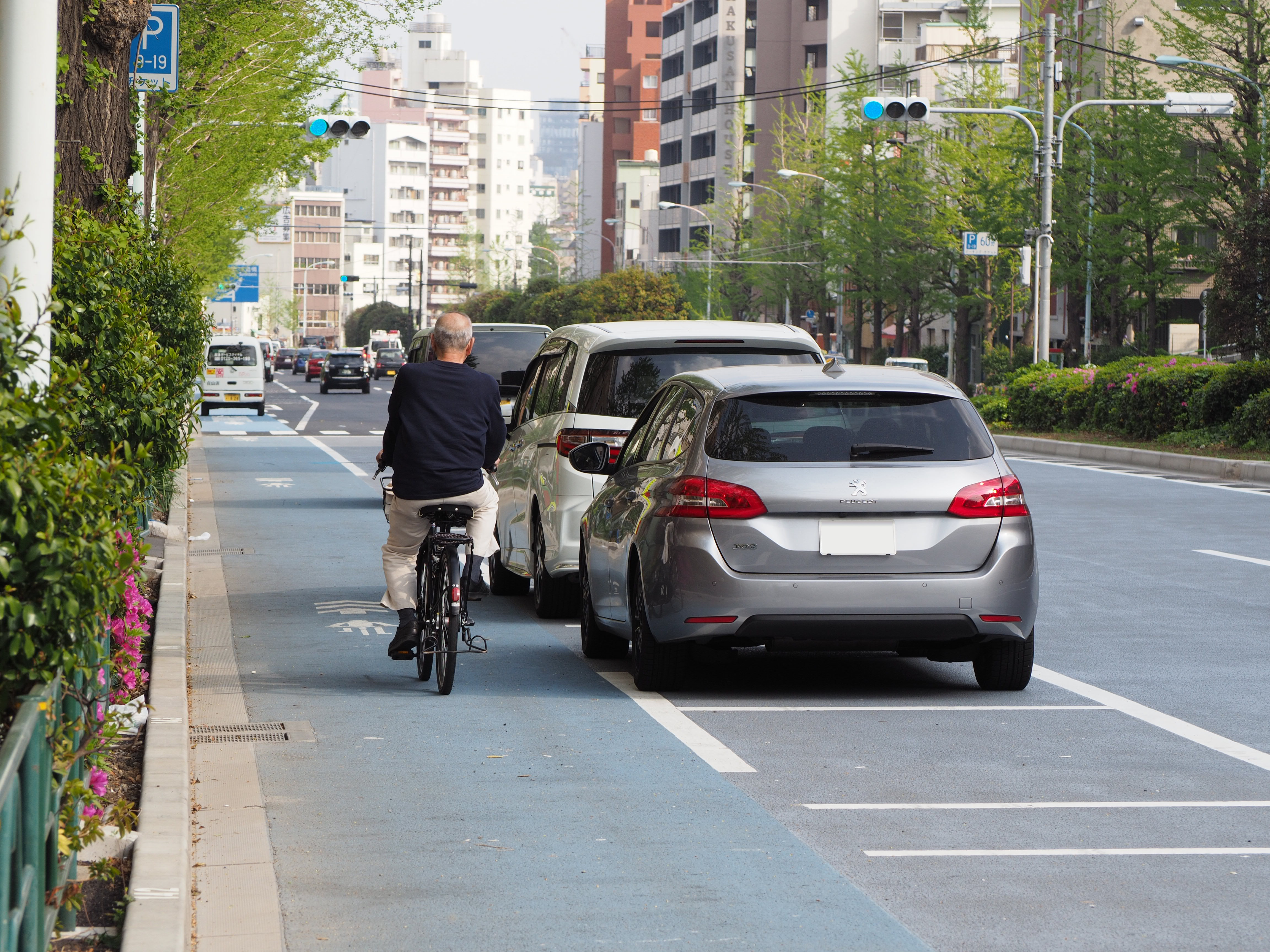
路上駐車場が自転車レーンの右側に隣接して設置されている事例

幅は、1.5m以上が必要である。ただし、確保できない場合は1.0m以上でも良い。
レーンは、視覚的にすぐ判別できるよう、有色舗装を行う。よく使われる色は、青（マンセル値5B 5/10ほか）や茶で、レーン全体に色を付ける場合と、自転車レーンと一般車線の間に、車両通行帯標示（白の破線や実線で書く車線両端のライン）に加えて青や茶の帯を示す場合がある。
色や標示方法は、視認性と周囲景観との調和を勘案し決定する。
交差点内、横断歩道には、普通自転車専用通行帯を設けずに、必要に応じて自転車ナビマークと同様の、矢羽根マークを使う。
一方通行の道路で、自転車のみ両方通行できる道路では、順方向の左側に普通自転車専用通行帯を設置し、反対方向の左側（順方向右側）の路肩に通行を誘導する「路面表示」を設ける。